# آيت يوسف (آيت واحى لحرار)
آيت يوسف هو دُوَّار يقع بجماعة سيدي المخفي، إقليم إفران، جهة فاس مكناس في المملكة المغربية. ينتمي الدوّار لمشيخة آيت واحى لحرار التي تضم 6 دواوير. يقدر عدد سكانه بـ 264 نسمة حسب الإحصاء الرسمي للسكان والسكنى لسنة 2004.

## وصلات خارجية
- البوابة الوطنية للجماعات الترابية
- المندوبية السامية للتخطيط